# 祭り気分でTAKE A CHANCE
『祭り気分でTAKE A CHANCE』は、1987年10月21日に発売された、THE GOOD-BYEの13枚目のシングルである。

## 概要
ジャケットは、デビューシングルのパロディーで、カセットのジャケは背景が色違い。

## 収録曲
- SIDE A

1. 祭り気分でTAKE A CHANCE [4:57]
作詞:野村義男／作曲:野村義男・P.Willson／編曲:THE GOOD-BYE
  - 少年隊の東山紀之主演のフジテレビ系ドラマ「荒野のテレビマン」の主題歌。

- SIDE B

1. ぐっとRex-Tasy [3:28]
作詞・作曲:野村義男／編曲:THE GOOD-BYE

## 楽曲の収録アルバム
- ALBUM（#1）
  - ＃1は表記は無いがアルバムバージョンである。
  - ＃2はリマスター盤に収録。
- OLDIES BUT Good-Buy! vol.II（#1）
  - 組曲内に収録。
- Anthology 1983〜1990（#1）
- READY! STEADY!! THE GOOD-BYE!!!（#1）